# クラース・ヤン・フンテラール
ディルク・クラース・ヤン (クラース＝ヤン)・フンテラール（Dirk Klaas-Jan Huntelaar 発音、1983年8月12日 - ）は、オランダ・ヘルダーラント州ドレンプト出身の元サッカー選手。元オランダ代表。現役時代のポジションはフォワード。
テクニックと高い身体能力を併せ持つストライカーで、そのスタイルはしばしマルコ・ファン・バステンやルート・ファン・ニステルローイと比較される。同じくオランダ出身で、FCバルセロナやバイエルン・ミュンヘンの監督を歴任したルイ・ファン・ハールは「ペナルティエリアの中では文句なしに世界最高の選手」と評した。
2006年オランダ年間最優秀選手を受賞。オランダ代表の一員として出場した2006 U-21欧州選手権では得点王となり、大会ベストイレブンに選出された。彼がU-21オランダ代表として記録したゴールは18を数え、これは歴代最多記録である。オランダ国内リーグでは2005-06、2007-08シーズンの2度エールディヴィジ得点王に輝いた。
フンテラールは過去にPSV、デ・フラーフスハップ、AGOVVアペルドールン、SCヘーレンフェーン、AFCアヤックス、レアル・マドリード、ACミラン、シャルケ04と数々のクラブでプレーしている。

## 私生活
フンテラールはオランダ、ヘルダーラント州のドレンプトという村に生まれた。家族は両親と2人の兄弟がおり、一家は彼が6歳の時にハメロへ移住した。2000年から交際するガールフレンドとの間には2009年に長男が生まれている。

## ユース期
5歳になったフンテラールは2人の兄弟とともに地元のサッカークラブ VV H. en Kへ入団し、6歳になる翌年までここでプレーした。彼はゴー・アヘッド・イーグルスのスカウトも受けたが、クラブがベースを置くデーフェンテルまでの移動距離が入団を困難にした。
その後すぐデ・フラーフスハップのスカウトを受け、1994年4月6日に11歳でユースチームへ入団した。彼はデ・フラーフスハップでの最初の2年間で左のウイング、攻撃的ミッドフィールダー、左サイドバック、時にはゴールキーパーまで様々なポジションを試され、3年目にストライカーに専念することになった。
1997-98シーズン、14歳になったフンテラールは、デ・フラーフスハップCチームのエースストライカーとして20試合で33得点を挙げた。シーズン終了後にはB1チームに昇格し、1999-2000シーズンにはB1リーグ最多となる31得点を記録した。その得点能力はPSVの関心を惹き、彼は2000年6月にPSVと契約を結んだ。

## クラブ

### PSV
PSVでの最初のシーズン、フンテラールはすぐにヴィリー・ファン・デル・カイレン率いるA1チームでゴールを量産し、23試合で26得点を挙げてユースリーグの得点王となった。2シーズン目にはフース・ヒディンク率いるトップチームへ昇格。2002年11月23日、アウェーのRBCローゼンダール戦（3対0で勝利）の76分、マテヤ・ケジュマンとの交代出場でトップデビューを飾るが、結果的にこれがPSVで唯一の出場となった。

### デ・フラーフスハップ
2003年になりトップチームでの居場所を失ったフンテラールは、彼の叔父が財務部長をしていた古巣デ・フラーフスハップへレンタルで放出された。デ・フラーフスハップでのデビュー戦は2003年2月8日のローゼンダール戦で、ハンス・ファン・デル・ハールに代わって途中出場した。先発出場の機会は2月16日のSCヘーレンフェーン戦（1対5で敗戦）しか与えられなかった。デ・フラーフスハップでのラストゲームは2003年5月29日のFCズヴォレ戦で、この試合を1対2で落としたデ・フラーフスハップはエールディヴィジから降格した。このシーズンは9試合に出場（うち先発1、途中出場8）するも無得点に終わり、デ・フラーフスハップはレンタル期間の延長を見合わせた。

### AGOVV

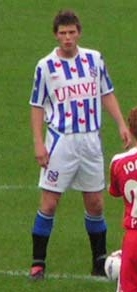
ヘーレンフェーン時代

2003-04シーズンが始まり、エールステ・ディヴィジのAGOVVアペルドールンへ再びレンタルで放出された。彼はデビュー戦のFCオス戦でゴールを奪う幸先の良いスタートを見せると、2戦目のヘラクレス・アルメロ戦ではハットトリックを達成した。フンテラールは35試合に出場して26得点という成績でシーズンを終え、エールステ・ディヴィジ得点王、リーグMVPに輝いた。このシーズンの活躍はクラブに強いインパクトを残し、後にAGOVVホームスタジアムの一部スタンドは「クラース・ヤン・フンテラールスタンド」と名付けられた。

### ヘーレンフェーン
AGOVVでのレンタル期間は終わったが、PSVとの新たな契約を拒みフリースラント州のSCヘーレンフェーンと契約を結んだ。2004-05シーズンが始まり、AZとの開幕戦で初得点を記録 したフンテラールは、冬の中断期間までに17試合で10得点という成績を残す。最終的には31試合で17得点を挙げてシーズンを終え、ヘーレンフェーンはUEFAカップ出場権を獲得した。2005-06シーズンは前半戦の15試合で17得点を記録し、冬の中断期間にはオランダ国内のトップクラブ間でフンテラールの争奪戦が始まっていた。

### アヤックス

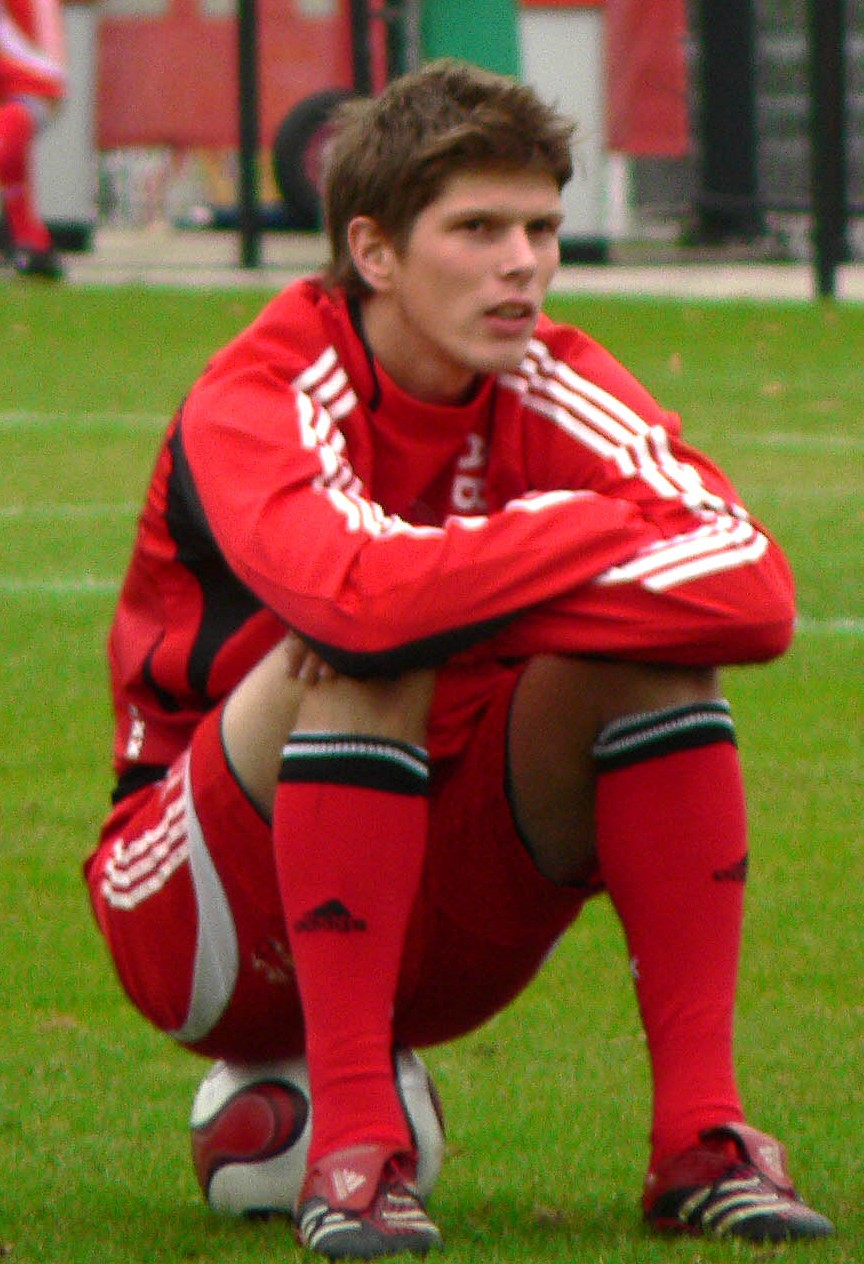
アヤックス時代

2006年1月、アヤックスと契約を結んだ。ヘーレンフェーンには900万ユーロの移籍金と活躍に応じたインセンティブが支払われることになり、そのうちの15%（135万ユーロ）はPSVへ渡った。
冬期中断明けにアヤックスでのデビューを飾ったフンテラールは、2006年2月5日のKNVBカップで古巣ヘーレンフェーンを相手に移籍後初ゴールを決めた。2月の間、7試合で9得点という活躍をみせ、セリエA・インテル・ミラノ戦でUEFAチャンピオンズリーグに初出場した。
アヤックス移籍後のリーグ戦16試合で、チームトップの16得点を叩き出し、シーズン合計33得点の成績でエールディヴィジ得点王に輝いた。このシーズンは公式戦47試合で44ゴールを記録した。
2位でシーズンを終えたアヤックスは、プレーオフでフェイエノールト、FCフローニンゲンを破り、UEFAチャンピオンズリーグ出場権を獲得した。KNVBカップ準決勝ではフンテラールのバイシクルゴールを含む2得点もあり、アヤックスは4対1でローダJCに勝利した。決勝は古巣PSVとの対戦となったが、フンテラールはここでも2得点の活躍を見せ、アヤックスは2対1で勝利を収めた。これらの活躍からフンテラールは2005-06シーズンのオランダ最優秀選手、アヤックス最優秀選手に輝いた。

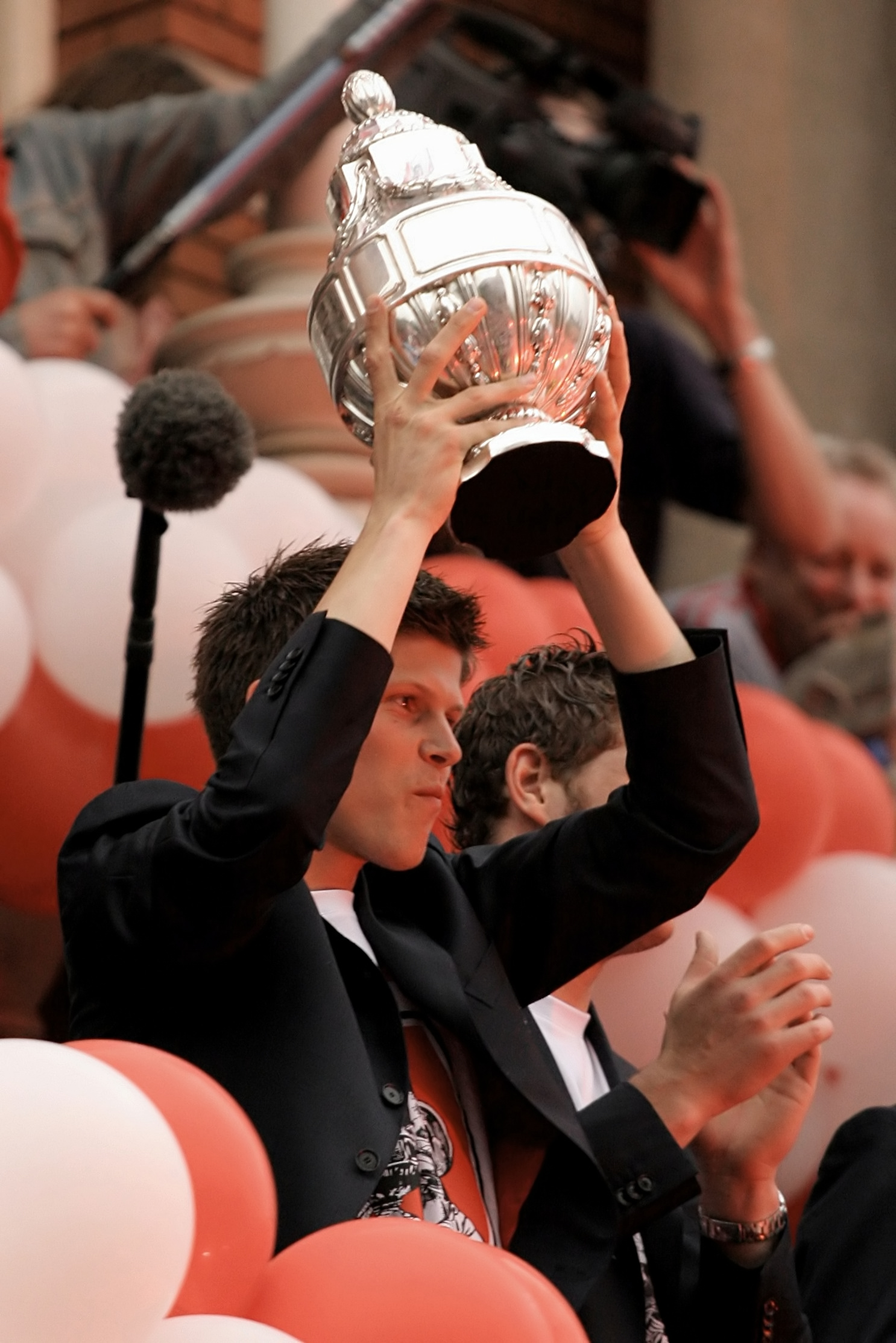
KNVBカップを掲げるフンテラール(2006年)

2006年7月、デニス・ベルカンプの引退記念試合に出場し、この試合がこけら落としとなったアーセナルの新スタジアム（エミレーツ・スタジアム）での最初のゴールを挙げた。そして2006-07シーズンはアヤックスの副主将としてシーズンを迎えた。
UEFAチャンピオンズリーグ予選3回戦ではコペンハーゲンと対戦。アウェイでの1stレグではフンテラールの2得点もあり2対1で勝利するが、ホームでの2ndレグで敗れてトーナメントから姿を消した。アヤックスはUEFAカップに回るが、3回戦でブレーメンに敗れた。フンテラールは7試合に出場、7得点を記録した。
エールディヴィジでは21得点を挙げた。アヤックスは2位でシーズンを終え、前年に続きプレーオフを勝ち抜き、チャンピオンズリーグ出場権を獲得した。フンテラールはプレーオフ準決勝のヘーレンフェーン戦で2つのゴールを決めた。
KNVBカップでは6試合で4得点を記録した。決勝のAZ戦では1対1のまま決着がつかず、PK戦を8対7で制したアヤックスがKNVBカップ2連覇を達成した。フンテラールは2006-07シーズンの全公式戦で51試合に出場し、36得点を記録した。
2007-08シーズンはルイス・スアレスという新たなパートナーを得るが、チャンピオンズリーグでは再び予選で敗退した。フンテラールはACスパルタ・プラハ戦の1stレグでペナルティーキックを外す失敗を犯している。アヤックスはUEFAカップでもアウェイゴールの差でNKディナモ・ザグレブを相手に敗退。フンテラールは2ゴールを挙げるも、アヤックスはヨーロッパの舞台から早々に姿を消した。
エールディヴィジでは昇格組のデ・フラーフスハップ戦（8対1で勝利）での4得点を手始めにゴールを量産した。2007年10月のヤープ・スタム引退後は、故障中のエドガー・ダーヴィッツが復帰するまで一時的に主将を務めた。2008年4月6日、デ・フラーフスハップとの2回戦は再びアヤックスが4対1で勝利した。この試合でハットトリックを達成したフンテラールは、同時にエールディヴィジ通算100ゴールを達成した。25歳以下での100ゴール達成はデニス・ベルカンプ、ディルク・カイトに次いで3人目の記録であった。フンテラールはこのシーズン、34試合の出場で33得点を挙げ、エールディヴィジの得点王に輝いた。また、アヤックスではマルコ・ファン・バステンが1986-87シーズンに記録して以来、21年ぶりの30得点達成となった。
2008-09シーズン、そのマルコ・ファン・バステンが監督に就任すると、フンテラールは主将の任を受けた。2008年11月のスパルタ・ロッテルダム戦で足首の靱帯を負傷するまで、15試合の出場で9つのゴールを決めた。この負傷で8週間の離脱を余儀なくされ、結果的にこの試合がアヤックスでのラストゲームとなった。

### レアル・マドリード

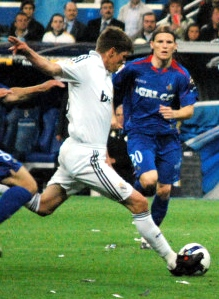
レアル・マドリード時代

2008年12月、レアル・マドリードとアヤックスの交渉が合意に達し、2009年1月にレアル・マドリードへ合流した。移籍金は2000万ユーロで、条件によって最大で2700万ユーロまで上昇する契約が組まれた。
2009年1月4日、ホームのビジャレアル戦でレアル・マドリードでのデビューを飾った。この試合は故障明けということもあり、56分間のプレーで交代している。2月15日、アウェーのスポルティング・デ・ヒホン戦で移籍後初得点を記録。レアル・マドリードはこの試合を4対0で勝利した。
2008-09シーズンのチャンピオンズリーグでは、新たに加入したラッサナ・ディアッラと共に出場選手登録される予定であったが、彼らはそれぞれアヤックス、ポーツマスで同じシーズンのUEFAカップに出場しており、同一シーズンにUEFA主催大会に出場した選手の新規登録は1人までとするUEFAルールに抵触した。結果、登録から外れ、ラッサナ・ディアッラに出場枠を譲ることとなった。レアル・マドリードでは、20試合に出場（先発13、途中出場7）して8得点という成績で終わった。

### ACミラン
2009年8月、セリエAのACミランと4年契約を結んだ。移籍金は1500万ユーロ。ミランでのデビュー戦は2009年8月14日、TIMトロフィーという親善トーナメントであった。
2009年8月29日、リーグ戦デビューを飾るが、ミランは同じ都市のライバルであるインテルを相手に0対4で敗れた。フンテラールの調子はなかなか上がらず、初ゴールは11月29日のカターニャ戦（2対0で勝利）まで遅れた。試合後レオナルドはフンテラールにより多くのチャンスを与えることを示唆したが、好調なマルコ・ボリエッロの存在もあり、彼の負傷離脱まで出場機会は限られたものになった。

### シャルケ04
2010年8月31日、1400万ユーロの移籍金で、ブンデスリーガのシャルケ04へ移籍した。移籍後初ゴールは2010年9月19日のボルシア・ドルトムント戦で、シャルケは1対3で敗れた。
2011-12シーズンに29得点を挙げ、ブンデスリーガ得点王となった。(2位はマリオ・ゴメスの26得点)
2014年12月20日、シャルケ04と2017年までの契約延長で合意したことを発表した。
2017年5月11日、契約満了により退団することを発表した。

### アヤックス復帰
2017年6月1日、古巣のアヤックスに1年契約で加入した。2018-19年KNVBカップ決勝のヴィレムII戦では2ゴールを決め優勝に貢献した。

### シャルケに復帰
2021年1月19日、7年間在籍したシャルケ04に2020-21シーズン終了までの半年契約で復帰することが発表された。しかし、このベテランFWをもってしても2020-21シーズンのシャルケの歴史的低迷を食い止めることは出来ず、チームは4試合を残して2部に降格。6月3日にシャルケから契約を更新しないことが発表された。

### 現役引退
2021年9月、複数のメディアがフンテラールの引退を報じた。
2022年3月にアヤックスのテクニカルスタッフに加わることが発表された。

## 代表

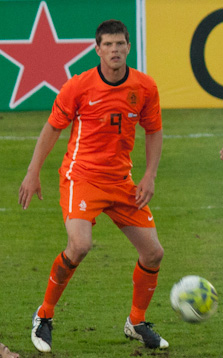
オランダ代表でのフンテラール

2010年南アフリカW杯に出場、主に途中出場しカメルーン戦で1ゴールを上げた。また、2014年ブラジルW杯では決勝トーナメントのメキシコ戦でロスタイムに試合を決定づけるPKを決めた。

## 個人成績

### クラブ
2021年1月30日現在
| クラブ               | シーズン       | リーグ                 | リーグ | リーグ | カップ | カップ | 国際大会 | 国際大会 | その他 | その他 | 合計 | 合計 |
| クラブ               | シーズン       | リーグ                 | 出場   | 得点   | 出場   | 得点   | 出場     | 得点     | 出場   | 得点   | 出場 | 得点 |
| -------------------- | -------------- | ---------------------- | ------ | ------ | ------ | ------ | -------- | -------- | ------ | ------ | ---- | ---- |
| PSV                  | 2002-03        | エールディヴィジ       | 1      | 0      | –      | –      | –        | –        | –      | –      | 1    | 0    |
| デ・フラーフスハップ | 2002-03        | エールディヴィジ       | 9      | 0      | –      | –      | –        | –        | –      | –      | 9    | 0    |
| AGOVV                | 2003-04        | エールステ・ディヴィジ | 35     | 26     | 2      | 1      | –        | –        | –      | –      | 37   | 27   |
| ヘーレンフェーン     | 2004-05        | エールディヴィジ       | 31     | 16     | 1      | 0      | 7        | 3        | –      | –      | 39   | 19   |
| ヘーレンフェーン     | 2005-06        | エールディヴィジ       | 15     | 17     | 1      | 1      | 6        | 2        | –      | –      | 22   | 20   |
| ヘーレンフェーン     | 通算           | 通算                   | 46     | 33     | 2      | 1      | 13       | 5        | —      | —      | 61   | 39   |
| アヤックス           | 2005-06        | エールディヴィジ       | 16     | 16     | 3      | 5      | 2        | 1        | 4      | 2      | 25   | 24   |
| アヤックス           | 2006-07        | エールディヴィジ       | 32     | 21     | 6      | 4      | 9        | 9        | 4      | 2      | 51   | 36   |
| アヤックス           | 2007-08        | エールディヴィジ       | 34     | 33     | 2      | 1      | 4        | 2        | 5      | 0      | 45   | 36   |
| アヤックス           | 2008-09        | エールディヴィジ       | 10     | 6      | 1      | 1      | 4        | 2        | –      | –      | 15   | 9    |
| アヤックス           | 通算           | 通算                   | 92     | 76     | 12     | 11     | 19       | 14       | 13     | 4      | 136  | 105  |
| レアル・マドリード   | 2008-09        | プリメーラ             | 20     | 8      | –      | –      | –        | –        | –      | –      | 20   | 8    |
| ACミラン             | 2009-10        | セリエA                | 25     | 7      | 2      | 0      | 3        | 0        | –      | –      | 30   | 7    |
| シャルケ04           | 2010-11        | ブンデスリーガ         | 24     | 8      | 3      | 2      | 8        | 3        | –      | –      | 35   | 13   |
| シャルケ04           | 2011-12        | ブンデスリーガ         | 32     | 29     | 3      | 5      | 12       | 14       | –      | –      | 47   | 48   |
| シャルケ04           | 2012-13        | ブンデスリーガ         | 26     | 10     | 2      | 2      | 7        | 4        | 1      | 0      | 35   | 16   |
| シャルケ04           | 2013-14        | ブンデスリーガ         | 18     | 12     | 1      | 1      | 2        | 1        | –      | –      | 21   | 14   |
| シャルケ04           | 2014-15        | ブンデスリーガ         | 28     | 9      | 1      | 0      | 8        | 5        | –      | –      | 37   | 14   |
| シャルケ04           | 2015-16        | ブンデスリーガ         | 31     | 12     | 2      | 1      | 7        | 3        | –      | –      | 40   | 16   |
| シャルケ04           | 2016–17        | ブンデスリーガ         | 16     | 2      | 3      | 2      | 5        | 1        | –      | –      | 24   | 5    |
| シャルケ04           | 通算           | 通算                   | 175    | 82     | 15     | 13     | 49       | 31       | 1      | 0      | 240  | 126  |
| アヤックス           | 2017–18        | エールディヴィジ       | 28     | 13     | 1      | 0      | 3        | 0        | —      | —      | 32   | 13   |
| アヤックス           | 2018–19        | エールディヴィジ       | 28     | 16     | 4      | 3      | 11       | 4        | —      | —      | 43   | 23   |
| アヤックス           | 2019–20        | エールディヴィジ       | 18     | 9      | 4      | 0      | 10       | 1        | —      | —      | 32   | 10   |
| アヤックス           | 2020–21        | エールディヴィジ       | 11     | 7      | 0      | 0      | 3        | 0        | —      | —      | 14   | 7    |
| アヤックス           | 通算           | 通算                   | 85     | 45     | 9      | 3      | 27       | 5        | —      | —      | 121  | 53   |
| シャルケ04           | 2020–21        | ブンデスリーガ         | 1      | 0      | 0      | 0      | —        | —        | —      | —      | 1    | 0    |
| アヤックス通算       | アヤックス通算 | アヤックス通算         | 177    | 121    | 21     | 14     | 46       | 19       | 13     | 4      | 257  | 158  |
| シャルケ04通算       | シャルケ04通算 | シャルケ04通算         | 176    | 82     | 15     | 13     | 49       | 31       | 1      | 0      | 241  | 126  |
| 総通算               | 総通算         | 総通算                 | 489    | 277    | 44     | 29     | 111      | 55       | 14     | 4      | 657  | 365  |

### 代表
2015年10月13日現在
| 国名     | 年   | 親善試合 | 親善試合 | 公式戦 | 公式戦 | 通算 | 通算 | 通算 |
| 国名     | 年   | 出場     | 得点     | 出場   | 得点   | 出場 | 得点 |      |
| -------- | ---- | -------- | -------- | ------ | ------ | ---- | ---- | ---- |
| オランダ | 2006 | 2        | 2        | 2      | 0      | 4    | 2    |      |
| オランダ | 2007 | 3        | 0        | 2      | 1      | 5    | 1    |      |
| オランダ | 2008 | 5        | 5        | 4      | 2      | 9    | 7    |      |
| オランダ | 2009 | 5        | 2        | 6      | 2      | 11   | 4    |      |
| オランダ | 2010 | 5        | 2        | 8      | 9      | 13   | 11   |      |
| オランダ | 2011 | 3        | 1        | 4      | 4      | 7    | 5    |      |
| オランダ | 2012 | 4        | 2        | 5      | 2      | 9    | 4    |      |
| オランダ | 2013 | 2        | 0        | 0      | 0      | 2    | 0    |      |
| オランダ | 2014 | 3        | 0        | 6      | 4      | 9    | 4    |      |
| オランダ | 2015 | 2        | 2        | 5      | 2      | 7    | 4    |      |
| 通算     | 通算 | 34       | 16       | 42     | 26     | 76   | 42   |      |

### 代表での得点
| ゴール | 日付           | 会場                                                           | 対戦相手       | 得点 | 結果 | 試合概要                                |
| ------ | -------------- | -------------------------------------------------------------- | -------------- | ---- | ---- | --------------------------------------- |
| 1      | 2006年8月16日  | ランズダウン・ロード、ダブリン、アイルランド                   | アイルランド   | 0–1  | 0–4  | 親善試合                                |
| 2      | 2006年8月16日  | ランズダウン・ロード、ダブリン、アイルランド                   | アイルランド   | 0–3  | 0–4  | 親善試合                                |
| 3      | 2007年10月17日 | フィリップス・スタディオン、アイントホーフェン、オランダ       | スロベニア     | 2–0  | 2–0  | UEFA EURO 2008予選                      |
| 4      | 2008年2月6日   | スタディオン・ポリュド、スプリト、クロアチア                   | クロアチア     | 0–2  | 0–3  | 親善試合                                |
| 5      | 2008年3月26日  | エルンスト・ハッペル・シュターディオン、ウィーン、オーストリア | オーストリア   | 3–1  | 3–4  | 親善試合                                |
| 6      | 2008年3月26日  | エルンスト・ハッペル・シュターディオン、ウィーン、オーストリア | オーストリア   | 3–4  | 3–4  | 親善試合                                |
| 7      | 2008年5月24日  | デ・カイプ、ロッテルダム、オランダ                             | ウクライナ     | 2–0  | 3–0  | 親善試合                                |
| 8      | 2008年6月17日  | スタッド・ドゥ・スイス・バンクドルフ、ベルン、スイス           | ルーマニア     | 1–0  | 2–0  | UEFA EURO 2008                          |
| 9      | 2008年9月6日   | フィリップス・スタディオン、アイントホーフェン、オランダ       | オーストラリア | 1–0  | 1–2  | 親善試合                                |
| 10     | 2008年10月11日 | デ・カイプ、ロッテルダム、オランダ                             | アイスランド   | 2–0  | 2–0  | 2010 FIFAワールドカップ予選             |
| 11     | 2009年2月11日  | 11月7日スタジアム、ベンナラス、チュニジア                      | チュニジア     | 0–1  | 1–1  | 親善試合                                |
| 12     | 2009年3月21日  | アムステルダム・アレナ、オランダ                               | スコットランド | 1–0  | 3–0  | 2010 FIFAワールドカップ予選             |
| 13     | 2009年4月1日   | アムステルダム・アレナ、オランダ                               | 北マケドニア   | 2–0  | 4–0  | 2010 FIFAワールドカップ予選             |
| 14     | 2009年9月5日   | デ・フロルーシュ・フェステ、オランダ                           | 日本           | 3–0  | 3–0  | 親善試合                                |
| 15     | 2010年3月3日   | アムステルダム・アレナ、オランダ                               | アメリカ合衆国 | 2–0  | 2–1  | 親善試合                                |
| 16     | 2010年6月24日  | ケープタウン・スタジアム、南アフリカ                           | カメルーン     | 2–1  | 2–1  | 2010 FIFAワールドカップ                 |
| 17     | 2010年9月3日   | サンマリノ・スタジアム、サンマリノ                             | サンマリノ     | 2–0  | 5–0  | UEFA EURO 2012予選                      |
| 18     | 2010年9月3日   | サンマリノ・スタジアム、サンマリノ                             | サンマリノ     | 3–0  | 5–0  | UEFA EURO 2012予選                      |
| 19     | 2010年9月3日   | サンマリノ・スタジアム、サンマリノ                             | サンマリノ     | 4–0  | 5–0  | UEFA EURO 2012予選                      |
| 20     | 2010年9月7日   | デ・カイプ、ロッテルダム、オランダ                             | フィンランド   | 1–0  | 2–1  | UEFA EURO 2012予選                      |
| 21     | 2010年9月7日   | デ・カイプ、ロッテルダム、オランダ                             | フィンランド   | 2–0  | 2–1  | UEFA EURO 2012予選                      |
| 22     | 2010年10月8日  | ジンブル・スタジアム、キシナウ、モルドバ                       | モルドバ       | 0-1  | 0-1  | UEFA EURO 2012予選                      |
| 23     | 2010年10月11日 | アムステルダム・アレナ、オランダ                               | スウェーデン   | 1-0  | 4-1  | UEFA EURO 2012予選                      |
| 24     | 2010年10月11日 | アムステルダム・アレナ、オランダ                               | スウェーデン   | 3-0  | 4-1  | UEFA EURO 2012予選                      |
| 25     | 2010年11月17日 | アムステルダム・アレナ、オランダ                               | トルコ         | 1-0  | 1-0  | 親善試合                                |
| 26     | 2011年2月10日  | フィリップス・スタディオン、オランダ                           | オーストリア   | 2-0  | 3-1  | 親善試合                                |
| 27     | 2011年9月2日   | フィリップス・スタディオン、オランダ                           | サンマリノ     | 5-0  | 11-0 | UEFA EURO 2012予選                      |
| 28     | 2011年9月2日   | フィリップス・スタディオン、オランダ                           | サンマリノ     | 8-0  | 11-0 | UEFA EURO 2012予選                      |
| 29     | 2011年10月7日  | デ・カイプ、オランダ                                           | モルドバ       | 1-0  | 1-0  | UEFA EURO 2012予選                      |
| 30     | 2011年10月11日 | ロースンダ・スタディオン、スウェーデン                         | スウェーデン   | 1-1  | 3-2  | UEFA EURO 2012予選                      |
| 31     | 2012年2月29日  | ウェンブリー・スタジアム、イングランド                         | イングランド   | 0-2  | 2-3  | 親善試合                                |
| 32     | 2012年8月15日  | ボードゥアン国王競技場、ベルギー                               | ベルギー       | 1-2  | 4-2  | 親善試合                                |
| 33     | 2012年9月11日  | プシュカーシュ・フェレンツ競技場、ハンガリー                   | ハンガリー     | 1-4  | 1-4  | 2014 FIFAワールドカップ・ヨーロッパ予選 |
| 34     | 2012年10月12日 | デ・カイプ、オランダ                                           | アンドラ       | 2-0  | 3-0  | 2014 FIFAワールドカップ・ヨーロッパ予選 |
| 35     | 2014年6月29日  | カステロン、ブラジル                                           | メキシコ       | 2-1  | 2-1  | 2014 FIFAワールドカップ                 |
| 36     | 2014年10月10日 | アムステルダム・アレナ、オランダ                               | カザフスタン   | 1-1  | 3-1  | UEFA EURO 2016予選                      |
| 37     | 2014年11月16日 | アムステルダム・アレナ、オランダ                               | ラトビア       | 3-0  | 6-0  | UEFA EURO 2016予選                      |
| 38     | 2014年11月16日 | アムステルダム・アレナ、オランダ                               | ラトビア       | 6-0  | 6-0  | UEFA EURO 2016予選                      |
| 39     | 2015年3月28日  | アムステルダム・アレナ、オランダ                               | トルコ         | 1-1  | 1-1  | UEFA EURO 2016予選                      |
| 40     | 2015年9月2日   | アムステルダム・アレナ、オランダ                               | アメリカ合衆国 | 1-0  | 3-4  | 親善試合                                |
| 41     | 2015年9月2日   | アムステルダム・アレナ、オランダ                               | アメリカ合衆国 | 2-1  | 3-4  | 親善試合                                |
| 42     | 2015年10月13日 | アムステルダム・アレナ、オランダ                               | チェコ         | 1-3  | 2-3  | UEFA EURO 2016予選                      |

## タイトル

### クラブ
アヤックス
- KNVBカップ : 2005-06, 2006-07, 2018-19
- ヨハン・クライフ・スハール : 2006, 2007
- エールディヴィジ : 2018-19

シャルケ
- DFBポカール : 2010-11
- DFLスーパーカップ : 2011

### 代表
U-21オランダ代表
- UEFA U-21欧州選手権 : 2006

### 個人
- エールディヴィジ得点王 : 2005-06 (33得点), 2007-08 (33得点)
- ブンデスリーガ得点王 : 2011-12 (29得点)
- UEFA U-21欧州選手権最優秀選手 : 2006
- UEFA U-21欧州選手権得点王 : 2006